# Ферроль
Ферроль (гал. Ferrol, ісп. Ferrol) — місто і муніципалітет в Іспанії, у складі автономної спільноти Галісія, у провінції Ла-Корунья. Населення — 74 273 осіб (2009).

## Географія
Місто розташоване на відстані близько 508 км на північний захід від Мадрида, 15 км на північний схід від Ла-Коруньї.
Муніципалітет складається з таких паррокій: Бріон, А-Кабана, Ковас, Доніньйос, Есмельє, Ферроль, А-Гранья, Лейша, Мандія, Марманкон, А-Марінья, Трасанкос, Серантес.

## Демографія
Динаміка населення (INE ):

## Уродженці
- Алекс Лопес (нар. 1988) — іспанський футболіст.
- Франсіско Франко (1892—1975) — військовий і політичний діяч Іспанії, керівник країни у 1939—1975, генералісимус.

## Релігія
- Центр Мондоньєдо-Феррольської діоцезії Католицької церкви.

## Галерея

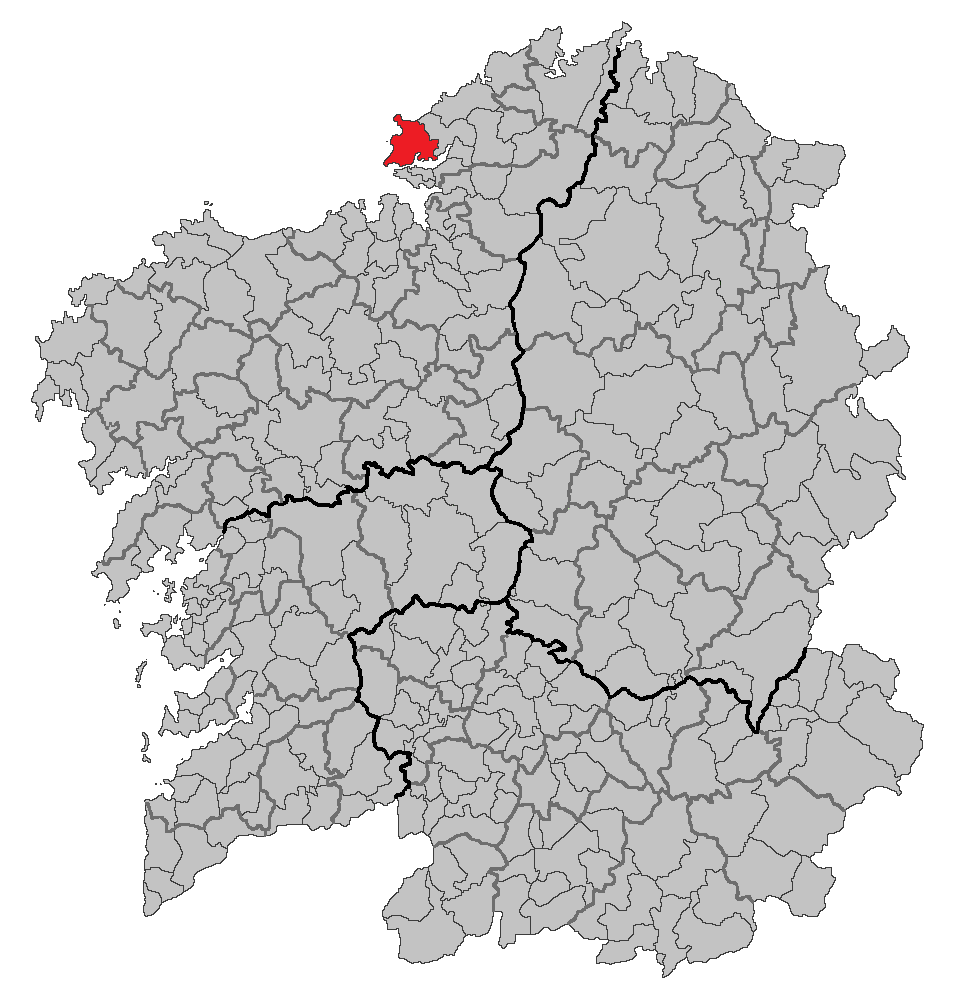
Розташування муніципалітету
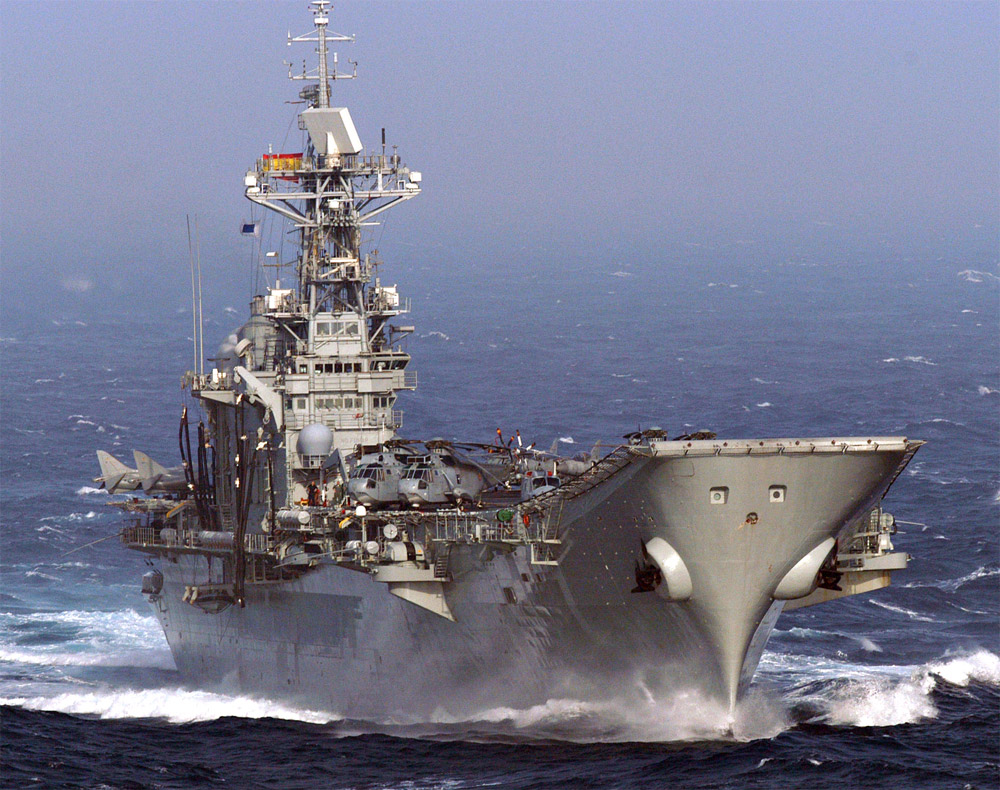
Авіаносці, збудовані у місті Ферроль
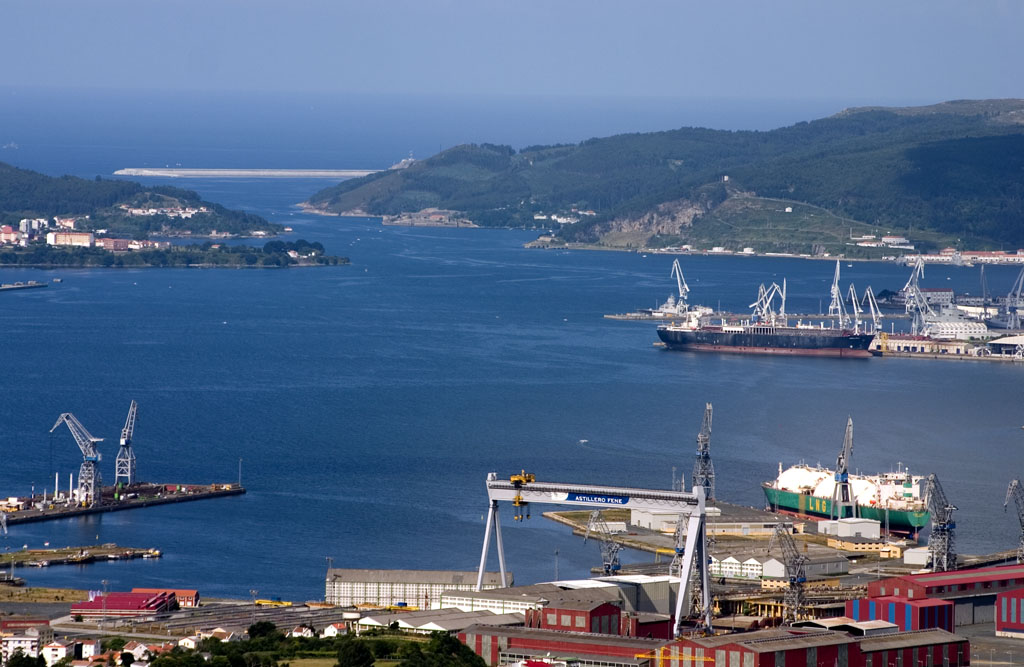
Панорама річки та верф

## Міста-побратими
1. — Агеда, Португалія (1999)